# Cobus van der Walt
Bernardt James, artiestennaam van Jacobus Bernardus van der Walt (Evander, 2 juni 1981) is een Zuid-Afrikaans musicus.

## Biografie
Reeds op een lage leeftijd werd Bernardt James' uitzonderlijke muzikale talent bekend. Hij koos de piano als zijn creatief medium. Onder de leiding van zijn muziekonderwijzeres, Marietjie Steyn (Hogeschool Volksrust) heeft Bernardt zich muzikaal ontwikkeld en begon hij zijn eigen muziek te schrijven.
Van 2003 tot 2005 was Bernardt de permanente pianist bij de "Palace Of The Lost City" te Sun City. Terwijl hij daar speelde, had hij dagelijkse uitvoeringen bij de "Crystal Court" en de welbekende "Villa del Palazzo". Meer onlangs trad Bernardt in Johannesburg op bij plekken zoals The Grace Hotel, Michelangelos, Gold Reef City, Sandton Sun, The Hilton en Maximillien (in Sandton).
Op 23 oktober 2014 heeft Bernardt op zijn website verduidelijkt aan wie "A song to remember" en "Music all around" opgedragen waren. Het album "A song to remember" was opgedragen aan zijn Ouma (Maria Janse van Rensburg) die overleden is eind 2012.
Bernardt stelde zijn nieuwe album "Risurrezione" vrij op iTunes.

## Invloedrijke kunstenaars in Bernardts muziek
- Beethoven
- Edvard Grieg
- Chopin
- Sting
- Yanni
- David Foster
- William Joseph
- Yann Tiersen

## Discografie

### Albums
- A song to remember (2013)
- Music all around (2014)
- Risurrezione (2015)
- Unresolved (2017)
- Pensato (2019)
- Impromptu Impressions (2020)
- Awakened (2021)
- Synchroneity (2022)
- Symphonic Impressions (2023)